# Ketro (Tanon)
Ketro is een bestuurslaag in het regentschap Sragen van de provincie Midden-Java, Indonesië. Ketro telt 4336 inwoners (volkstelling 2010).